# Ruisseau des Charbonniers
Le ruisseau des Charbonniers, appelé la Goutte Verrière sur sa partie amont, est un cours d'eau du département des Vosges qui arrose Saint-Maurice-sur-Moselle. D'une longueur de 8,7 km, il prend sa source à proximité du sommet de la tête des Perches et rejoint la Moselle au centre du village de Saint-Maurice-sur-Moselle.
Lors d'une pêche électrique sur une distance de 140 mètres, quatre-vingts poissons ont été répertoriés en 2017.